# Charles-Emmanuel Janssen
Pour les autres membres de la famille, voir Famille Janssen.
Le baron Charles-Emmanuel Janssen, né à Bruxelles le 19 mars 1907 et mort le 11 juin 1985, est un homme d'affaires et politique belge.

## Biographie
Charles-Emmanuel Janssen est le fils d'Emmanuel Janssen, le gendre de Pol-Clovis Boël et le père de Daniel Janssen et de Eric Janssen (nl).

## Mandats et fonctions
- Vice-président de la Générale de Banque
- Président de l'Union chimique belge
- Membre de la Chambre des représentants de Belgique pour l'arrondissement de Nivelles
- Membre du Rallye Vielsalm.

## Sources
- Van Molle, P., Het Belgisch parlement 1894-1969, Gent, Erasmus, 1969, p. 196.